# Combate de Nazareno
El combate de Nazareno, batalla de Nazareno o combate de Quebrada del Nazareno fue un enfrentamiento ocurrido el 12 de enero de 1812 entre las fuerzas del Ejército del Norte de las Provincias Unidas del Río de la Plata al final de la primera expedición auxiliadora al Alto Perú, y las fuerzas realistas españolas del Ejército Real del Perú.
El combate se produjo en la aldea de Nazareno, a 3 km al este de la aldea de Suipacha, a orillas del río Suipacha, en la provincia Sud Chichas del departamento de Potosí en la intendencia de Potosí (actual República de Bolivia).

## Prolegómenos
Luego de la retirada a causa de la derrota en la batalla de Guaqui, el nuevo comandante del Ejército del Norte, Juan Martín de Pueyrredón, decidió hacer un nuevo intento de avanzar sobre el Alto Perú para apoyar a la nueva insurrección de Cochabamba. Para ello envió a su segundo, el mayor general Eustoquio Díaz Vélez con un regimiento de caballería y un batallón de infantería hacia Yavi. El comandante realista José Manuel de Goyeneche envió a Francisco Picoaga con 1600 hombres para contener el avance de Díaz Vélez, situándose con 700 en Yavi. El avance de Díaz Vélez hizo que Picoaga se retirara hasta Tupiza, en donde incorporó 400 hombres que allí tenía y se situó en la margen norte del río Suipacha.
Luego del combate de Sansana, la división de Díaz Vélez, acampada en Los Colorados, recibió refuerzos, totalizando 860 hombres, 300 de ellos fusileros montados y los demás de infantería, junto con 150 honderos indígenas adicionales y 5 piezas de artillería. Las fuerzas de Picoaga fueron perseguidas hasta la margen sur del río Suipacha, intercambiándose descargas de artillería a través del río. Después de negociaciones frustradas, el 11 de enero de 1812 Díaz Vélez envió a Manuel Dorrego con 100 hombres a copar el pueblo de Nazareno, ubicado en la quebrada del mismo nombre.

## El combate
El 12 de enero de 1812, Eustoquio Díaz Vélez ordenó vadear el río apoyado por la artillería estratégicamente ubicada, produciéndose el combate de Nazareno cuando la vanguardia realista que se hallaba en la cercana aldea de Suipacha (a 3 km) fue sorprendida, lográndose que se pusiera en fuga. Las fuerzas patriotas fueron divididas en tres columnas de ataque y una de reserva, pero cuando parte de la caballería cruzaba el río Suipacha, se produjo una repentina creciente del mismo, dejando aisladas a las tropas al mando de Dorrego que lo habían ya cruzado, sin que pudiera pasar la infantería y el resto de la caballería. Los realistas, que se habían dispersado, se rehicieron y derrotaron a las tropas que cruzaron el río, quedando Dorrego herido en la garganta.

...No dudo que sino hubiera sobrevenido la rápida creciente en el acto de transitar el rio nuestras tropas habrían dado un dia de gloria á la América, derrotando completamente al enemigo; pues este, cuyo estilo de batirse es parapetado, aunque sea de ramas ó yerbas, y esparcido abandonó uno de los dos cañones que tenía en batería frente de sus tiendas, con que batian nuestro centro y ala izquierda. por haber llegado nuestras tropas, habiendo pasado quatro brazos del río con el agua hasta los pechos á lo ultimo de este, que no fue practicable por hallarse á nado...
Eustoquio Díaz Vélez: Parte oficial

## Consecuencias
Por estas acciones Dorrego fue ascendido a teniente coronel. El coronel Lugones relató en sus Recuerdos históricos:

La batalla de Nazareno, tuvo muy malos resultados. Este segundo desacierto, aun mayor que el del Desaguadero, desalentó á los patriotas, entristeció á Jujuy, y puso en conflictos á Pueyrredon, que para salir del apuro, no encontró otro medio que el de una retirada.

Pueyrredón ordenó a Díaz Vélez que emprendiera la retirada ya que el ejército realista avanzó seis días después del combate ocupando las alturas en la margen sur. Picoaga, que había desperdiciado la oportunidad de atacar a Díaz Vélez al bajar el río el mismo día del combate, se aprestaba a pasar a la ofensiva, pero llegó el general Pío Tristán y ordenó la espera del batallón Abancay que avanzaba como refuerzo. Este retraso permitió que la división de Díaz Vélez se retirara durante la noche hasta la quebrada de Humahuaca.
Cuando el convoy de patriotas heridos fue alcanzado por las fuerzas realistas que seguían a Díaz Vélez, Tristán les permitió seguir, recibiendo la aprobación de Goyeneche desde Potosí el 26 de enero de 1812:

Ha merecido mi aprobacion la politica y piadosa resolucion de V. E. de dejar continuar su marcha á los 140 heridos alcanzados por nuestras partidas, para que sirvan al arribo de sus domicilios de escarmiento á los que permanezcan contumaces en el delirio de la revolucion.